# Ponta de Gôndola

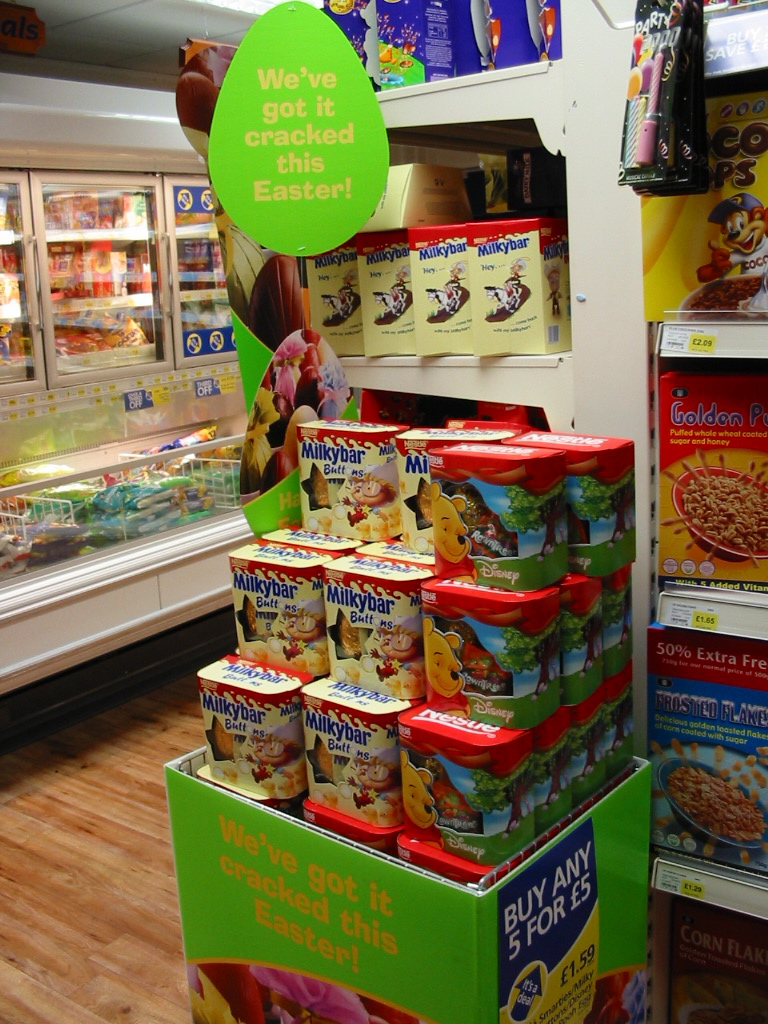
Exemplo de ponta de gôndola

Em marketing de varejo, uma Ponta de Gôndola, é uma seção para um produto colocado no final de um corredor, dentro de uma loja, como por exemplo nos supermercados. 
É considerado como um dos pontos extras no PDV, e existe para dar maior destaque a um determinado produto no ponto de venda. Muitas vezes é disponível para locação a um determinado fabricante. Os produtos expostos na ponta de gôndola vendem muito mais rápido do que produtos que estão nos corredores, junto com outros concorrentes.